# Steveraue

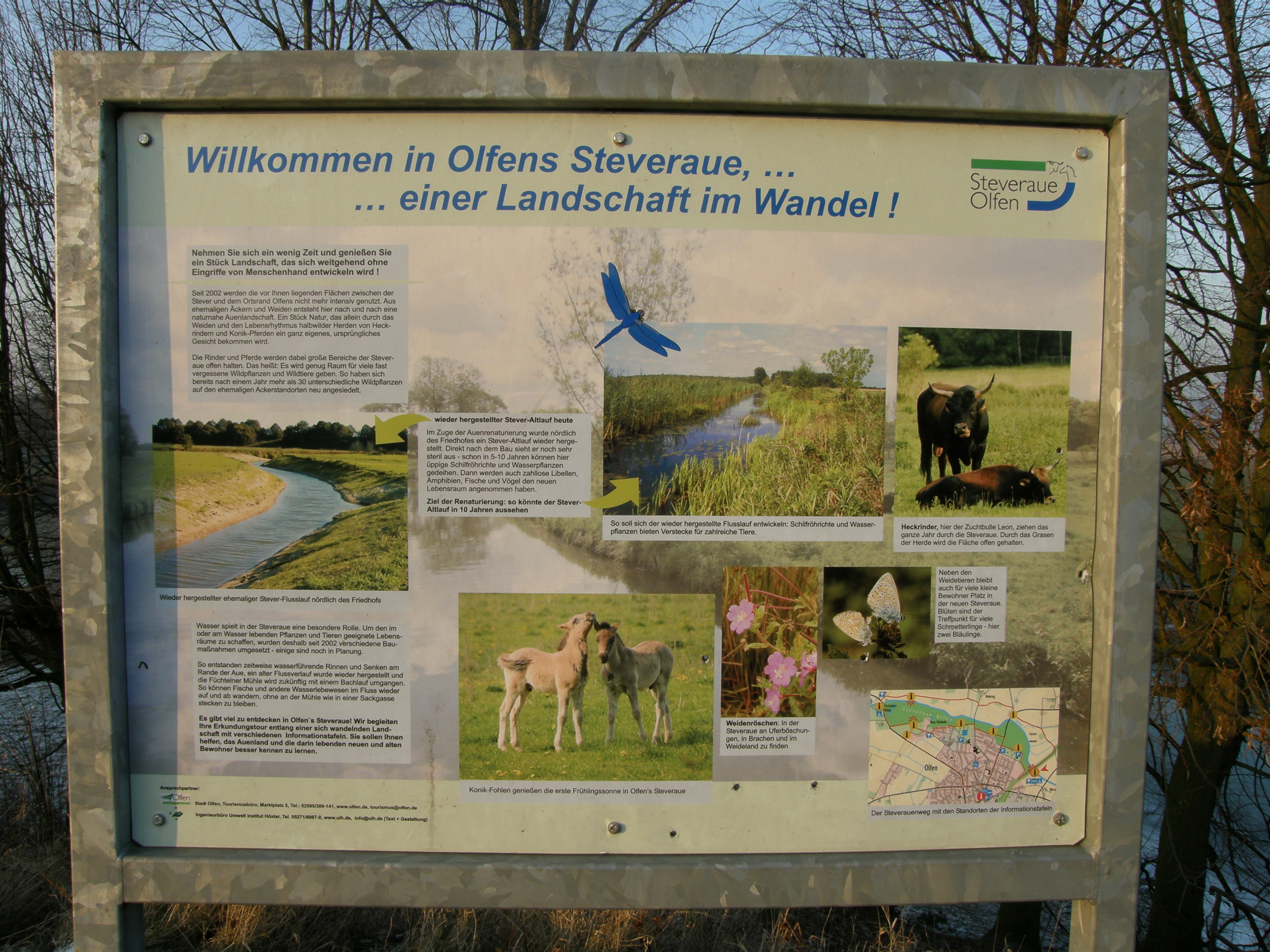
Informationstafel als Teil der Öffentlichkeitsarbeit zum Projekt

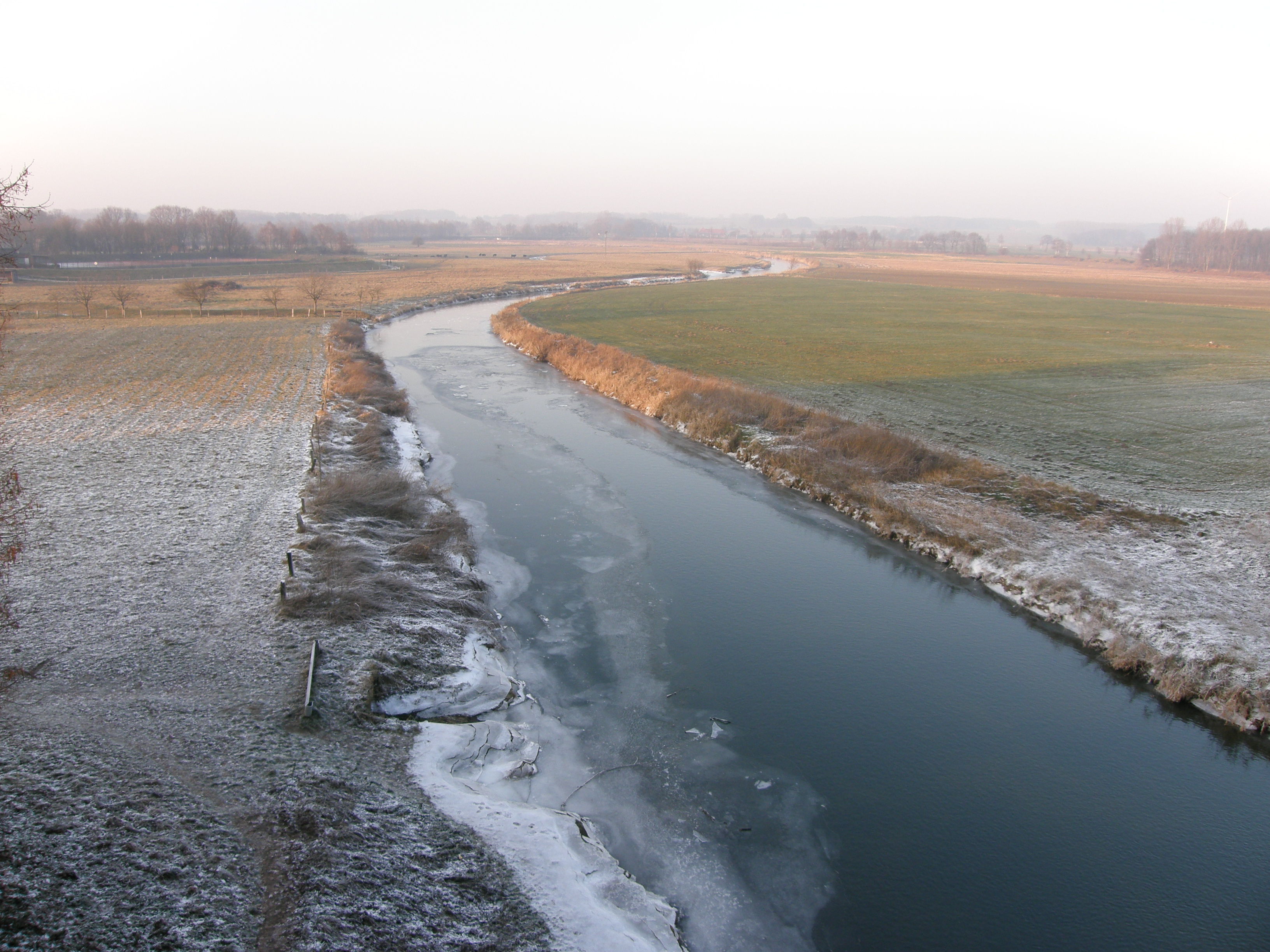
Blick von der Kanalbrücke auf die Steveraue

Brütender Storch in der Steveraue an der Kökelsumer Brücke

Die Steveraue Olfen ist eine renaturierte Auenlandschaft und ein Naherholungsgebiet im Norden von Olfen in Nordrhein-Westfalen im Kreis Coesfeld.
Das Gebiet der Steveraue zieht sich linksseitig der Stever von der Alten Fahrt des Dortmund-Ems-Kanals im Osten bis zur Kökelsumer Straße mit der Füchtelner Mühle im Westen hin. Die Bebauung von Olfen ist die Südgrenze des Gebietes.
Bis zum Umbau wurde die Fläche bis ans Flussufer intensiv landwirtschaftlich genutzt. Den Nutzern wurde im Rahmen eines Flächenpools Austausch gegen Bereiche in der Esch angeboten. Auslöser des Projektes war der hohe Kompensationsbedarf für die Ausweisung neuer Baugebiete und der Bedarf an einem stadtnahen Erholungsgebiet.
Die grundwassernahen Terrassen- und Talsanden der Stever sind wichtige Überschwemmungsgebiete zur Entlastung bei Hochwasser. Dem Flusslauf wurde durch Zurücknahme der Uferbefestigungen und Anlage von Uferbermen ein breiteres Bett zur Verfügung gestellt. Zwei alte Arme der Stever wurden regeneriert, eine Hochwasserrinne zum Umfließen der Füchtener Mühle angelegt, verschiedene Rinnen und Stillgewässer initiiert.
Seit 2002 wird die ca. 80 Hektar große Steveraue nicht mehr intensiv landwirtschaftlich genutzt. Heckrinder, Konik-Pferde und Esel weiden halbwild und halten die Flächen offen. Bereits nach einem Jahr konnten auf den Kontrollflächen des Projektes 30 neu angesiedelte Wildpflanzen nachgewiesen werden.
Zur Akzeptanz des Projektes wurde eine intensive Öffentlichkeitsarbeit mit  Bürgerbriefen, Informationsabenden, Aufstellen von Infotafeln im Gebiet und einer Biotopkartierung zwecks späterer Erfolgskontrolle durchgeführt.
Die Wander- und Radwege „rund um Olfen“ werden durch die Auenlandschaft geführt. An den Rändern gibt es touristische Angebote wie Aussichtspunkte oder Bewirtungen.
Finanziert wurde das Projekt durch die Gelder für Ausgleichsmaßnahmen und Förderung durch die Bezirksregierung und das Land NRW.